# Dix Martyrs

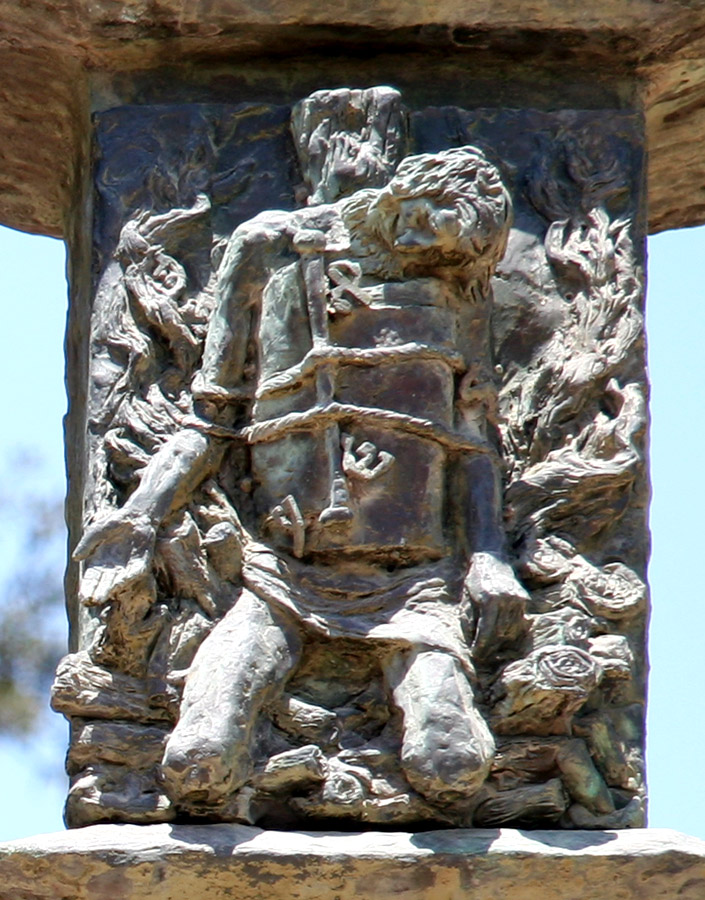
La figure de Rabbi Chanina ben Tardiyon, l’un des dix rois tués, est exécutée dans l’œuvre de l’artiste Benu Elkan – La Menorah de la Knesset.

Le midrash des dix martyrs (hébreu: עשרת הרוגי מלכות Asseret Harouguei Malkhout ) est un midrash selon lequel l'empereur romain Hadrien décide de la mise à mort de dix rabbins après la révolte de bar Kokhba (seconde guerre judéo-romaine, de 132 à 136 de notre ère), car ceux-ci enseignent la Loi juive malgré son édit d'interdiction. 
Chacun est mis à mort d'une manière épouvantable et spectaculaire, comme la crémation dans des rouleaux de Torah.
Ce midrash a donné lieu à diverses selihot (« pardons ») et kinot (« complaintes »), dont Èlè ezkera et Arzei Halevanon.

## Récit

### Dix Sages en expiation
Selon le midrash, les rabbins suppliciés sous les ordres de l'empereur romain Hadrien, font face à leur destinée afin de réparer la faute des dix fils de Jacob qui vendirent leur frère Joseph aux Égyptiens.
Il justifie son action en affirmant que la peine pour ce crime est la mort selon la loi juive. En effet, selon la loi juive de l'époque, une personne qui kidnappe l'un de ses coreligionnaires et le vend comme esclave est passible de la peine de mort. Cependant, cela ne s'applique pas à ses descendants, qui ne peuvent pas être punis à la place de leur ancêtre. Toutefois, d'après Hadrien, personne d'autre que ces 10 rabbins n'est en mesure de réparer ce crime, bien que celui-ci se soit produit presque deux mille ans avant leur existence.

### Les martyrs
Selon l'élégie "Elèh ézkérah", les deux premiers à être exécutés sont Rabban Shimon ben Gamliel I et Rabbi Ishmael ben Elisha le Grand-Prêtre. Le premier est décapité, tandis que le second, qui pleurait lors de son supplice, est écorché vif, afin que la fille du gouverneur romain, qui convoitait sa beauté physique, puisse l'empailler et continuer à admirer sa figure.
Le martyr le plus connu est Rabbi Akiva, dont on lacéra la peau avec des peignes en fer. Malgré la douleur, il fut encore capable de proclamer la providence de Dieu dans le monde en récitant le Chema Israël et en terminant par le E'had ("Un") final.
Le rabbin Haninah ben Teradion est un des autres sages martyrisés. Il fut enveloppé dans un Sefer Torah et brûlé vif. Pour le faire souffrir plus longtemps, de la laine humide fut enroulée autour de sa poitrine. Juste avant de mourir, il dit à ses étudiants qu'il pouvait voir les lettres du rouleau sacré de la Torah s'envoler vers le ciel.
Les autres sages mentionnés dans le poème sont 'Houtspit l'interprète (ainsi dénommé car il interprétait les paroles du Rosh yeshiva, le doyen de la yeshiva, pour le peuple qui ne comprenait pas toutes ses paroles), Rabbi Eléazar ben Shammoua', Rabbi 'Hanina ben 'Hakhinaye, Rabbi Yichbav le scribe, Rabbi Judah ben Dama (en) et Rabbi Judah ben Bava.

## Les Dix Martyrs dans la liturgie
Ce poème est chanté ou récité lors de l'office de Moussaf à Yom Kippour selon le rite ashkénaze. Il fait partie de cet office pour commémorer la perte d'un si grand nombre de Sages du judaïsme. Ainsi, il devient un des moments forts de ce jour quand tous les membres de la communauté doivent réfléchir à leur propre vie et aux sacrifices faits pour eux par ces sages. Un poème similaire, Arzei haLevanon (Cèdres du Liban), fait partie des kinot récitées à Tisha Beav.

## Les Dix Martyrs dans la période contemporaine
Le récit a pris une ampleur nouvelle à l'époque contemporaine, avec la mise à mort de millions de Juifs pendant la Shoah. De nombreux Juifs ont suivi l'exemple de Rabbi Akiva en récitant le Shema quand les Allemands les poussaient vers les chambres à gaz. Un lien liturgique a été établi dans le Mahzor pour Roch Hachana et Yom Kippour, un projet de 1972 de l'Assemblée rabbinique, l'association internationale du judaïsme Massorti, ou conservateur. Dans une refonte élaborée du texte traditionnel, la martyrologie est associée avec des extraits de Haïm Nahman Bialik, Hillel Bavli, et d'autres auteurs, reliant les persécutions romaines à celles commises ultérieurement lors des pogromes dans la Russie des tsars russes et l'Europe des nazis. Le texte atteint son paroxysme avec une version spéciale du Kaddish des Endeuillés, qui rappelle les lieux de persécution et du renouveau juif.